# Ponte (zoologie)
Pour les articles homonymes, voir Ponte.
« Pondre » redirige ici. Pour les autres significations, voir Pondres.
La ponte, appelée aussi pondaison, est l'action de pondre, c'est-à-dire de produire un ou plusieurs œufs par la femelle d'un animal ovipare et depuis son cloaque. Elle désigne aussi le résultat de cet acte,.

Étapes de la ponte chez Terrapene carolina :
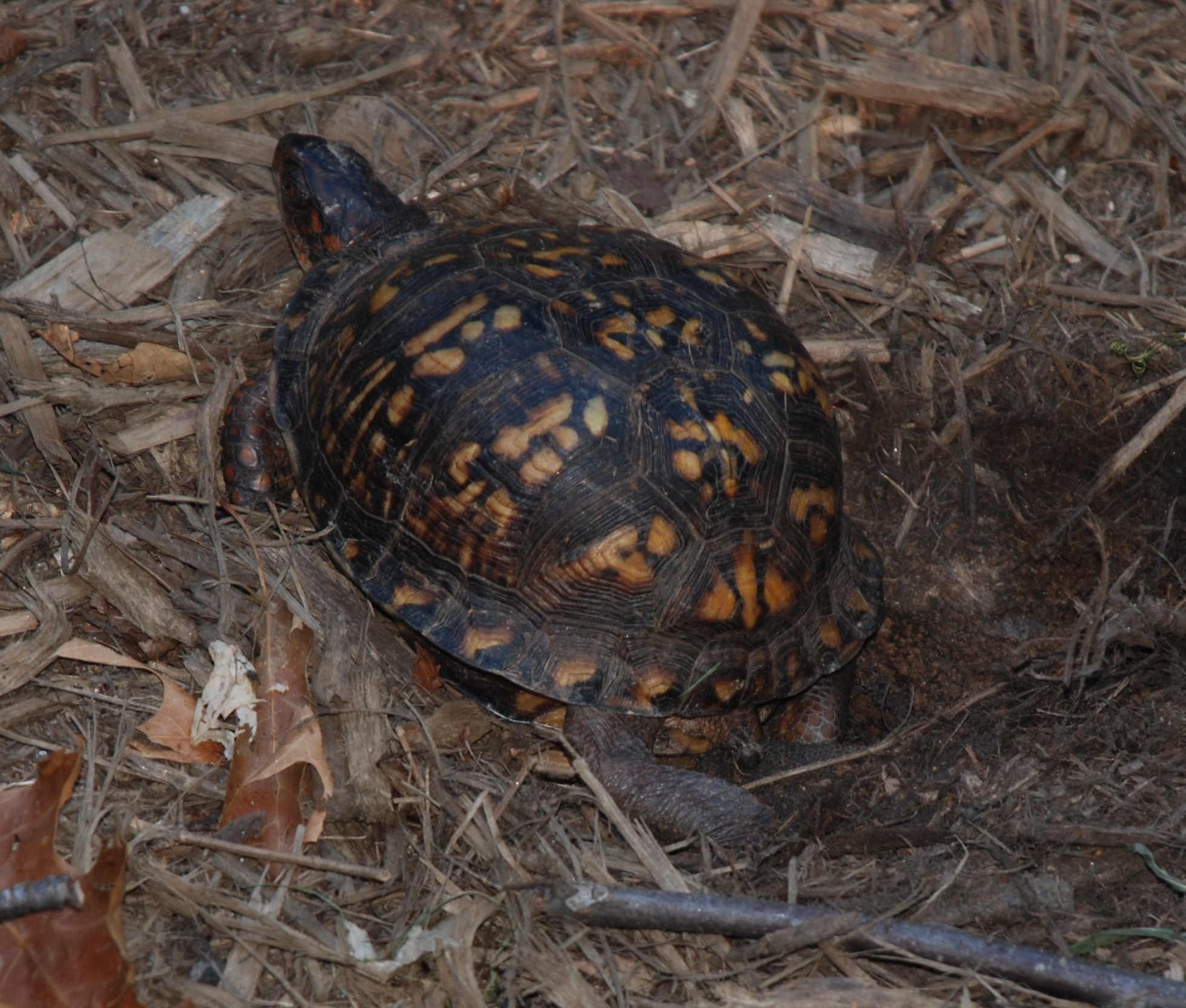
Creusement d'un trou dans le sol avec les pattes arrière.
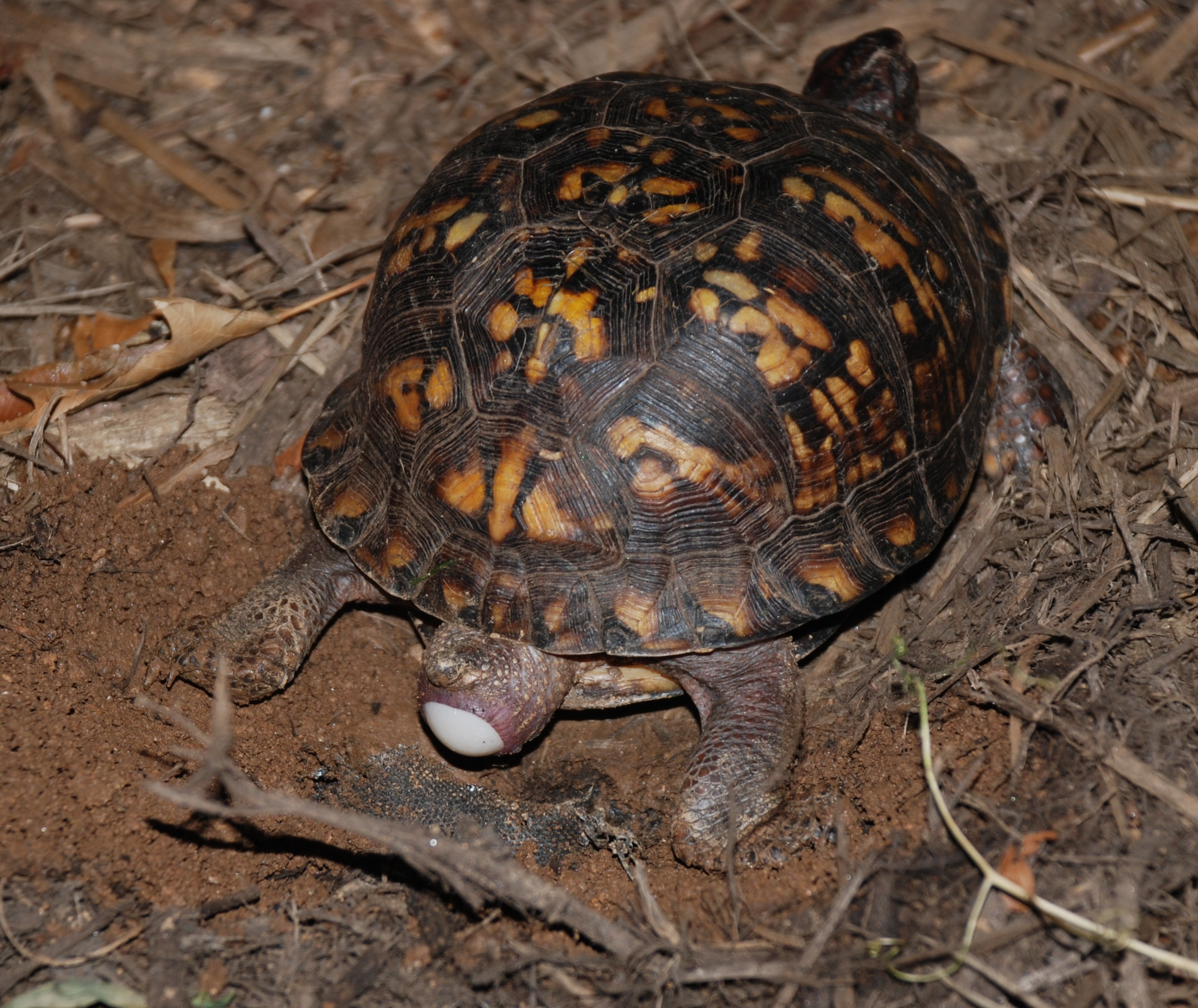
Début de l'expulsion d'un œuf depuis le cloaque.
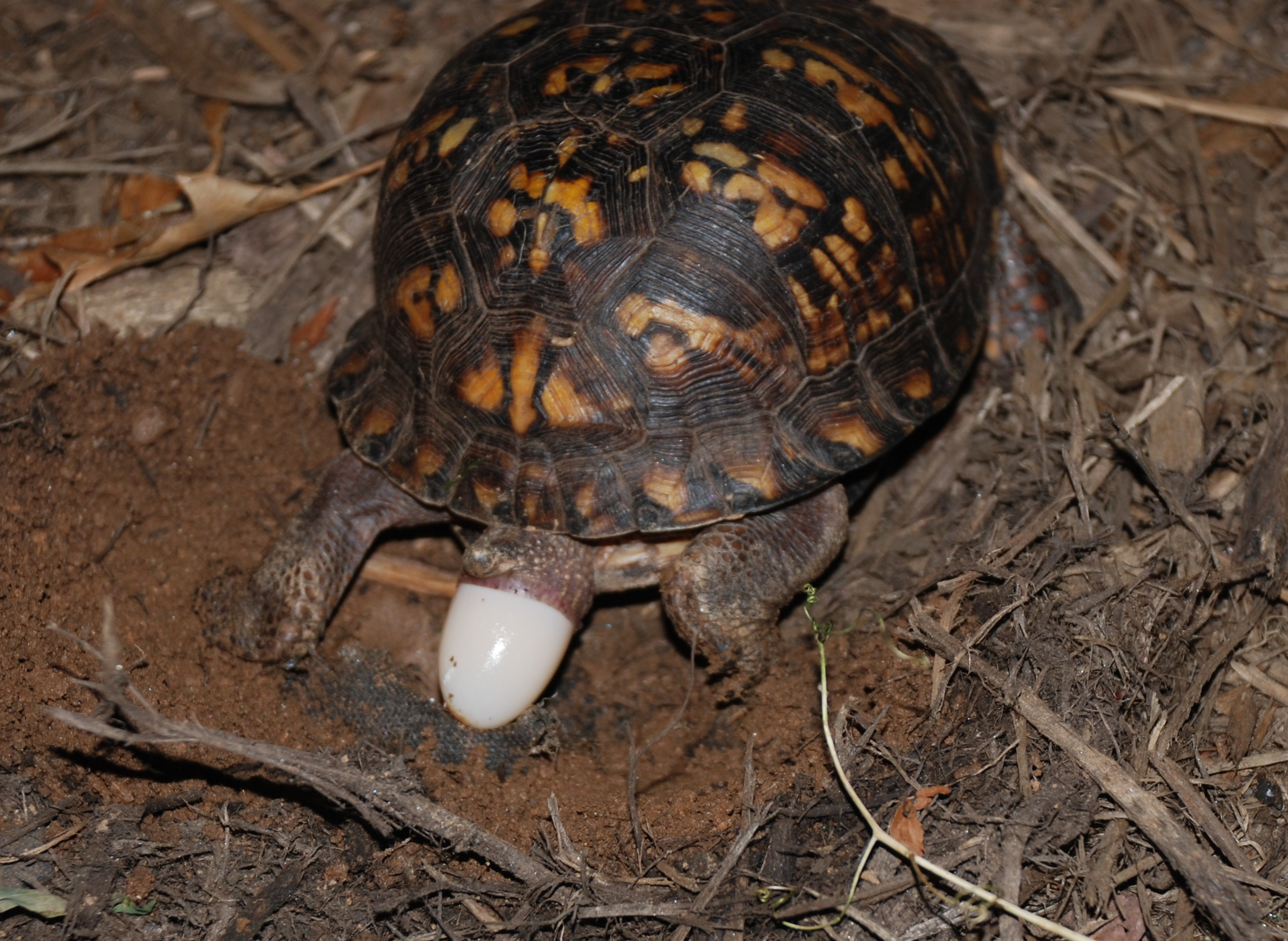
Fin de l'expulsion d'un œuf depuis le cloaque.
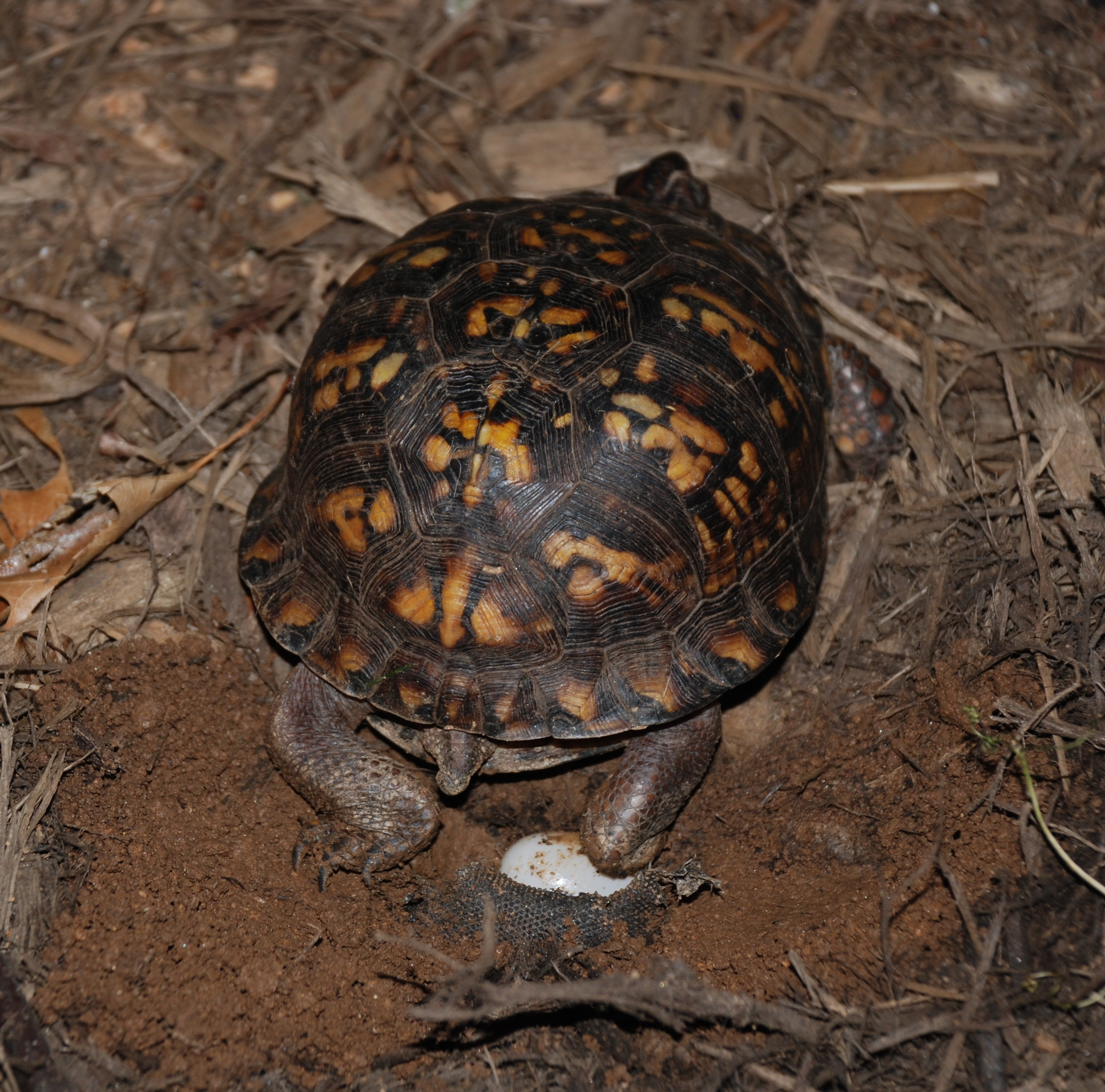
Enfouissement d'un œuf avec les pattes arrière.